# 콘스탄티노폴리스의 파르테니오스 1세
파르테니오스 1세(그리스어: Παρθένιος Α΄)는 콘스탄티노폴리스 총대주교(1639년 - 1644년)이다. 오스만 제국의 술탄 치하에 콘스탄티노폴리스 총대주교좌가 자주 교체되던 시기에 총대주교를 지냈다. 그는 총대주교직을 한 번만 역임했다.
이오아니나 출신으로 1608년 안키아로스의 수도 대주교로 선출되었으며, 1623년에는 아드리아노폴리스의 수도 대주교가 되었다. 이후 1639년에 그는 콘스탄티노폴리스 총대주교로 선출되어 자신의 제자인 파르테니오스 2세에게 아드리아노폴리스의 수도 대주교직을 넘겨주고 떠났다.
그는 지적이고 온건한 성향이었지만, 알렉산드리아 총대주교 니키포로스가 몰도블라키아를 방문했을 때 몰도블라키아의 성직자들이 카이로에 와서 전례 집전을 하는 것을 허용하자 이에 반대하여 시나이 정교회의 편을 듦으로써 분쟁을 빚었다. 파르테니오스는 니키포로스가 알렉산드리아로 돌아오자 그가 내린 허가를 취소시키게 만들었지만, 그 후에도 이 문제를 놓고 두 교회 사이에는 긴장 관계가 계속되었다.
1641년 파르테니오스는 콘스탄티노폴리스에서 시노드를 소집했다. 당시 8명의 수석 주교들과 고위 성직자 4명이 시노드에 참석했다. 시노드는 성변화라는 용어를 사용하는 것을 승인했다. 다음해 파르테니오스는 보다 중요한 이아시 시노드를 소집했다. 이 시노드의 목적은 정교회 신학에 침투한 가톨릭교회와 개신교의 교리적 오류들을 논박하고 정교회의 신앙을 종합적으로 선언하는 것이었다.
1644년 그는 총대주교직에서 쫓겨나 다음해 키프로스로 유배되었다가 1646년 히오스 섬에 돌아와서 독살되었다.